# Casio F91W
カシオ スタンダード F-91Wはカシオ計算機により1989年から製造・販売されているクォーツ駆動のデジタル腕時計である。

## 概要
カシオは電子計算機技術を活かして1974年からクォーツ式腕時計の市場に参入した。デジタル腕時計の多機能性を追求し、1983年に発売した「G-SHOCK」シリーズは腕時計としては破格の耐久性を備えた製品として世界的ヒットを飛ばした一方、1980年代には並行して、廉価で薄型な実用デジタル時計を低コスト量産する技術開発をも推進し、国際的な最廉価帯の腕時計市場を席巻した。
F-91Wは、この低価格ラインで特に成功したカシオ製品の一つであり、細部の改良を受けながらも30年以上にわたり生産が続いている。現在では「スタンダード（CASIO Collection STANDARD）」と呼ばれる廉価ブランドに含まれている。2024年2月時点では現行モデルの「F-91W-1JH」の公式オンラインショップでの価格は2,200円となっている。ただし、家電量販店やホームセンター、オンラインショッピングではさらに安い値段で購入できる場合がある。
カシオ計算機は、これまでの販売量を公表していないが時計ジャーナリストの広田雅将は2016年に執筆したコラムで、業界関係者から聞いた、本製品が「今までに売れた数は億を越えるだろう」との推定を記述し、その普及ぶりについて「もはや人類のインフラだ」と評した。イギリスのライター、ダンカン・マースデンは2011年のネットコラムで、F91Wの生産量を「年間300万個」と記述している。
デザイン・ミュージアム・ロンドンの責任者を務める評論家スティーブン・ベイリーは、この製品のデザインについて「控えめな傑作」であると評している。
2018年から一部のモデル（A159WA）は組み立てを全自動化することで、日本でも海外と同等の費用で生産が可能となった。

## 詳細

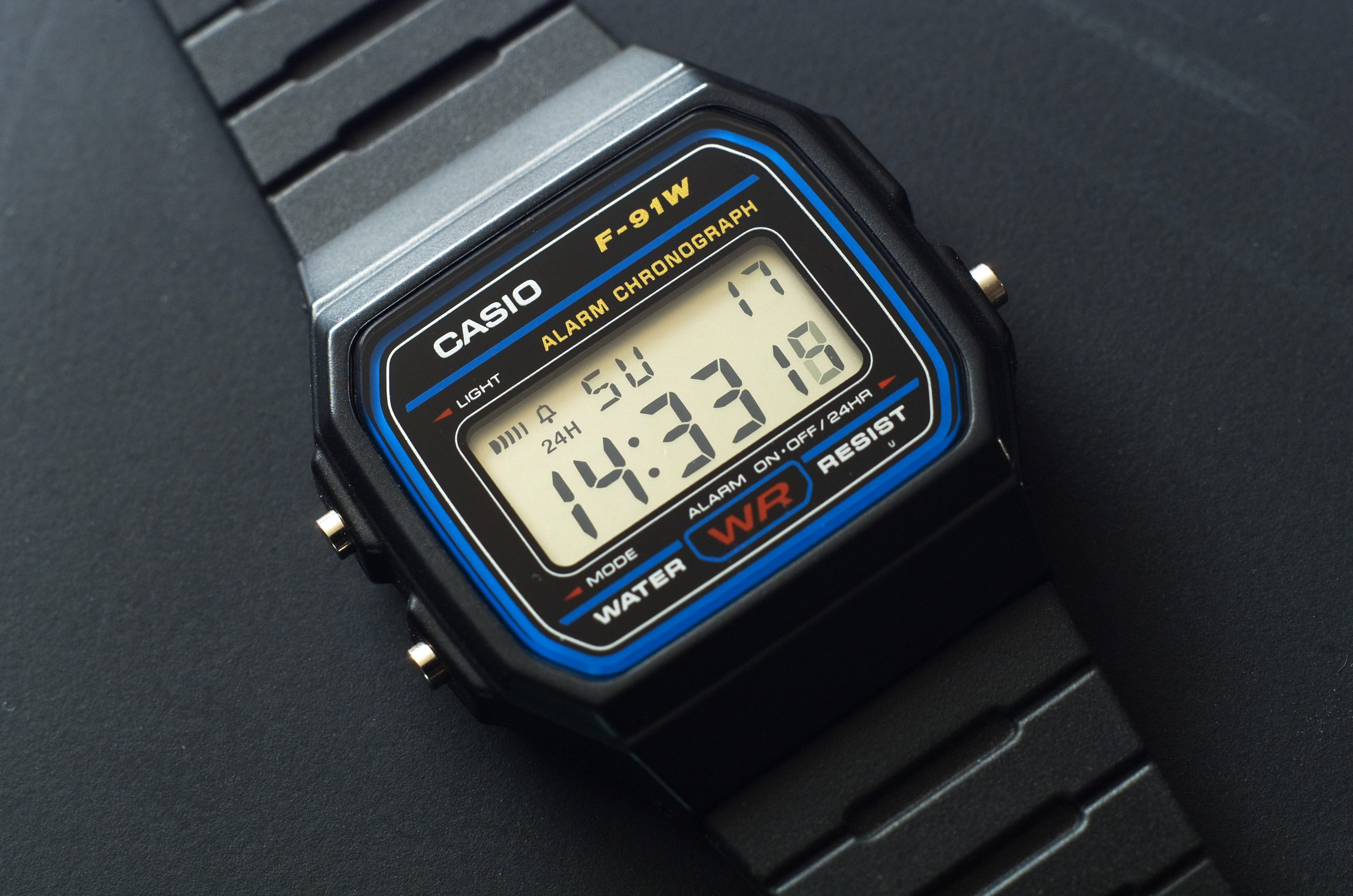
24時間表示による通常の時計モード表示。時報及びアラームが鳴るよう設定されている状態である。

黒を基調としたプラスチック製ケースの大きさは37.5 x 33.5 x 9.5 mmで、重量は 21 g である。ステンレス製の裏蓋に記載されているモデルナンバーは 593 で、搭載する液晶式クォーツムーブメント「QW-593」を示すものである。ベルトは薄手のウレタン製で、軽くて柔軟性があるが、加水分解により劣化しやすい。
液晶画面周囲を囲むフェイス部分のパネルには、上段にブランド名と型番、下段にはWATER RESISTと記載され、実際に日常生活防水水準（3気圧相当）の防水性を確保している（「F-91W」の「W」は「WATER RESIST」の略である）。
1時間ごとの時報音、設定した時間を知らせるアラーム機能が付加されている。カレンダーは日付を設定することで自動に曜日を表示する。ただし、年は入力しないためうるう年には調節が必要になる。
ストップウオッチ機能は、1/100秒単位で59分59秒99まで測定できる。合計時間、スプリット時間、1位と2位の間の時間を計測するモードがある。この機能を備えるため、画面回りのフェイスには「Chronograph」の表記がある。
ライトはバックライトではなく、液晶基板の左端に設けられた発光ダイオードにより照らされる。
推奨されている標準電池はCR2016リチウム電池で、一日に20秒のアラームと1秒のライトを使用したと仮定した場合の公称寿命は7年である。メーカーによる公称の月差は±30秒。
クリアバンドやケースの色違いさらにはパックマンとのコラボモデルも存在する。

## 動作

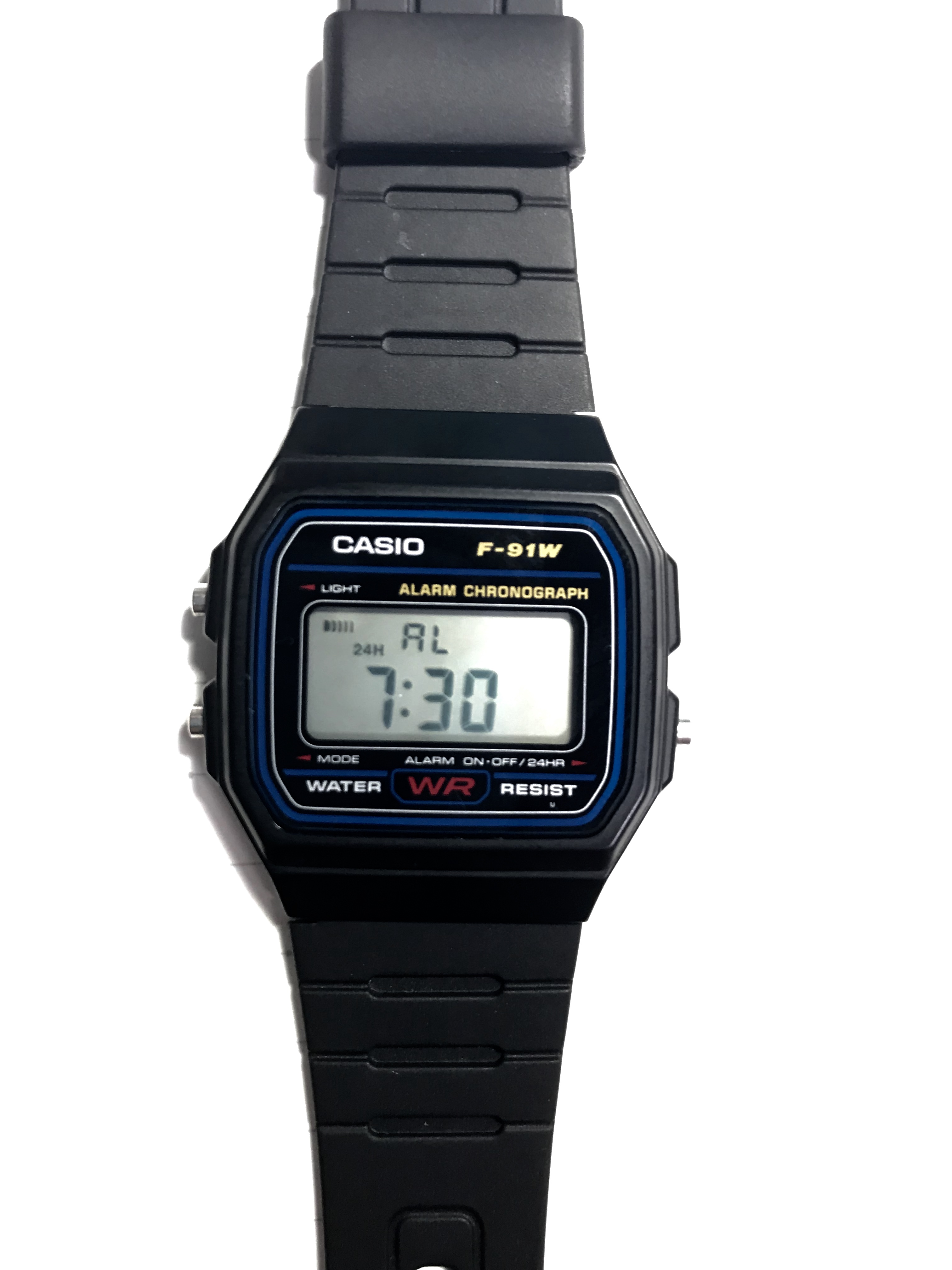
F-91Wのアラームモード設定画面。この場合24時間表示を示しているため、午前7:30にアラーム音が鳴るとともに、時報音はオフとなっている。

時計の機能は、本体の両サイドに設けられた3つのボタンから利用できる。左上側のボタンはライトの点灯、アラームのキャンセル、設定の選択に利用される。左下のボタンはモードをアラーム→ストップウオッチ→時計の順で切り替える。右側のボタンはファンクションボタンでストップウォッチのスタート・ストップ、利用中の設定値変更に用いられる。時計表示時に押すことで12時間・24時間の変更が可能である。
時間および日付の調整は左下ボタンを三回押し、時間調整モードにすることで行う。秒表示が点滅するので、左上ボタンで秒、時間、分、月、日付の順に切り替えることができる。右のボタンを押して点滅する値を変更し調整を終えたら左下ボタンを押して通常モードに戻す。
液晶ディスプレイでは、曜日、日付、時刻（時、分、秒）、12時間表示の午後には「PM」、アラーム表示、時間ごとのビープ表示が存在する。

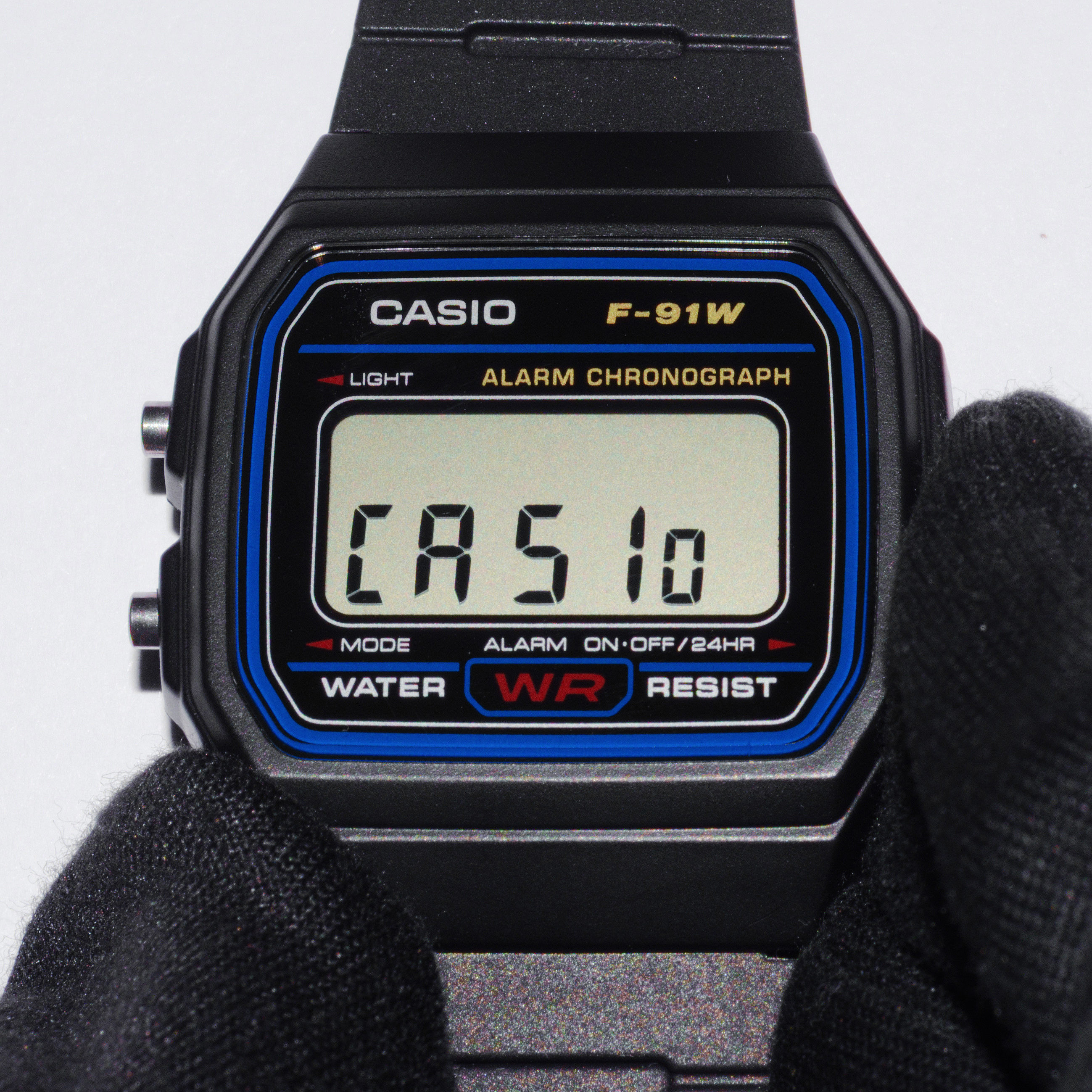
右下ボタン長押しによるCASIo表示

時刻表示の時に右下のボタンを長押しすると、「CA510」（CASIO）と表示される。本品は世界的に多く売られており、本物であることを証明する機能なのかもしれない。
また、3つのボタン全てを同時に押すと、液晶ディスプレイにすべてのパターンが表示される。

## 姉妹品
F84W
2007年発売。F91Wファミリーの中でバンドが最も細い。
F105W
ELバックライトを搭載しており、暗いところでも時刻表示を確認することができる。
A159W
1989年発売。F91Wのメタルバンド版。
中東など新興国で人気が高い。
2018年から現行モデルのA159WAは、山形カシオに新設された自動生産ラインで製造される日本製となっている。
A168W
F105Wのメタルバンド版。

## 逸話

### 20年ぶりの再発見
2015年にイギリス在住の男性、トビー・ワグスタッフがFacebookに投稿した事案によれば、彼が子供であった頃に紛失した「F91W」を20年ぶりに実家の庭から発見したが、バックライトは故障していたものの、デジタル時計は作動しており、20年間で7分ほど遅れていただけだった。ワグスタッフは、J・R・R・トールキンの長編小説『指輪物語』を引用し、「この時計はどこで作られたんだ？…モルドールか？」と書き込んだ。
カシオ計算機広報担当は、電池寿命7年を公称しているが「実際に電池が20年持つことも考えられない話ではない」と述べた。時刻の精度面では、メーカー公称の範囲（年差換算で±6分）を優にクリアしたことになる。

### テロリズムとの関係

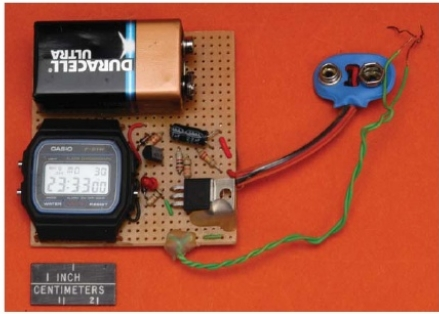
アルカイダ試作によるタイマー。F-91Wが使われている。

イスラム過激派テロ組織アルカイダの司令官ウサマ・ビンラディンを撮影した写真や映像に、このF91Wモデルを巻いていると確認できるものがあることに由来し「ビンラディンモデル」の別名で呼ばれることもある。
1996年のワシントン・ポストの記事では、アブドゥル・ハキム・ムラド、ワリ・カーン・アミン・シャー、ラムジ・ユセフが、広く入手できるカシオ製デジタルウオッチを用いた時限爆弾の起爆方法を開発したとされており、テロリストたちの間でも広く普及しているモデルであると言える。
アメリカ合衆国はグアンタナモ湾収容キャンプで、アフガニスタン紛争・イラク戦争時に拘束した現地人を収容している。この法的根拠を問う裁判において、2004年に下された合衆国最高裁判所の判決に基づいて、容疑者の弁明のためにステイタス再評価法廷が2004年7月から2005年1月にかけて行われた。
情報公開法に基づき2006年に開示された法廷記録において、アメリカ合衆国軍の尋問担当者がF91Wをテロリズムに関係していると見なしていることが明らかとなった。法廷において容疑者は「安くて電池の持ちが良いから買っただけだ」「アメリカ軍の兵士も持っているではないか」「収容所付属の4人の聖職者も持っている」「何百万人も持っているのにどうして全員を逮捕しないのか」と反論している。
2011年にウィキリークスにおいて公開された秘密資料においてもF91Wは明示されていた。「極秘、外国政府、外国人への閲覧不可」とヘッダーに記載されているこの資料は、グアンタナモ統合任務部隊が作成した尋問者向けのマニュアルである。
| 「                                                                | カシオ製F-91Wモデルの腕時計、およびその銀色版であるA159Wを所有していることは、即席爆発装置（IED）の製造をアルカイダが訓練していることを暗示している。グアンタナモ統合任務部隊では、このカシオ製腕時計は爆発物をつくるのに用いられる「アルカイダの兆候」であるとみなしている。このカシオ製腕時計はアフガニスタンでのアルカイダの爆発物製造訓練において講習者に与えられることが知られており、その訓練で講習生はこの時計を用いて時限式爆弾の準備に関する指示を受ける。 逮捕時に、このモデルの腕時計を所有していたグアンタナモ統合任務部隊の抑留者のおよそ3分の1は、爆発物となんらかの関係があったことが知られている。それらは爆発物の訓練への参加、IEDの製造工場もしくは爆発物訓練が行われた施設との関係、もしくは爆発物の専門家であると特定されている人物との関係である。 | 」 |
| —JTF-GTMO（Matrix of Threat Indicators for Enemy Combatantsより） | |    |

なお中東地域では、メタルバンド版であるA159Wの人気が高いとされる。